# Servizi di visione stradale
Questa è una lista di servizi di cartografia online che forniscono un panorama a 360 gradi in tutto il mondo e non, è raggruppata per regione.

## Mondiale
- Google Street View è il servizio di Street View più completo al mondo. Fornisce viste stradali per oltre 85 paesi in tutto il mondo.
- Guardati intorno, servizio proposto da Apple.
- Bing Maps StreetSide è il servizio concorrente di Microsoft.
- Il progetto Mapillary[1] raccoglie immagini crowdsourcing dai suoi utenti, che sono concessi in licenza con una licenza CC BY-SA.
- OpenStreetCam[2] è stato creato da Telenav ed è molto simile a Mapillary sia usando immagini crowdsourcing che per la concessione di licenze delle immagini come CC BY-SA.

## Africa
- Marocco: Carte.ma offre strade panoramiche per alcune città del Marocco.[3]
- Nigeria: Moriwo offre una vista panoramica su strada di Lagos[4].

## Asia
- Armenia: la compagnia russa Yandex offre panorami di strada per Erevan.
- Bangladesh: Bangladesh Company Barikoi, offre street360 per Dacca.
- Cina: offre visone stradale in molte città della Cina tra cui Shenzhen, Shanghai, Pechino, Guangzhou, Nanchino, Suzhou, Fuzhou, Xiamen, Xi'an, Chengdu, Kunming, Wuhan, Lijiang, Dali, Sanya, Wuyuan, Ürümqi, Harbin, Changchun, deserto del Gobi, incluso Lhasa e altri luoghi scarsamente popolati[5][6], ed è attualmente[quando?] in procinto di estendere la sua copertura ad altre città in Cina.
  - Baidu Maps copre la maggior parte delle città a livello di prefettura cinese e alcune contee[7].
  - City8, un'azienda cinese che offre panorami di strada dal 2006.
  - Il servizio di visualizzazione stradale di Gaode[8] si è interrotto negli anni 2014/15.
- India: un servizio locale chiamato WoNoBo (ora non disponibile) offriva una vista stradale per alcune città indiane. WoNoBo è una piattaforma a 360 gradi e facilita la creazione di comunità locali online. Consente inoltre alle aziende locali di avere una presenza online e sociale.[9][10]
- Giappone: Location view, ora non più attivo.
- Kazakistan: la compagnia russa Yandex offre panorami stradali per Astana, Almaty e Karaganda.[11]
- Kuwait: l'app Kuwait Finder, dal governo del Kuwait, offre una vista stradale per gran parte del paese.
- Malesia: Urban Explorer, una società malese fornisce servizi a pagamento per i servizi di visualizzazione stradale 3D in Malesia. Fornisce inoltre servizi di mappatura 3D interni.
- Corea del Sud: poiché dal 2012 Google non ha aggiornato la sua copertura limitata della Corea, i servizi nazionali offrono una copertura completa molto più aggiornata e aggiornata di frequente. Daum Maps, disponibile per PC e smartphone offre copertura stradale aggiornata per la maggior parte del paese.[12] Anche il servizio rivale Naver Maps offre una vista stradale e aerea per la maggior parte del paese.
- Thailandia: MapJack fornisce viste stradali del sud del paese[13].
- Corea del Nord: il fotografo singaporiano Aram Pan ha creato un sito web chiamato DPRK 360 che offre panorami di molti punti di interesse[14].
- Uzbekistan: La compagnia russa Yandex offre panorami stradali per Tashkent, Samarcanda, Shahrisabz, Bukhara, Khiva e altre località.
- Vietnam: Phophuong360.vn offre la vista stradale per alcune strade di Ho Chi Minh City. I panorami sono disponibili anche su Google Maps tramite Photosphere. WONAV.com offre viste stradali per località selezionate come Vũng Tàu, Hanoi, Sa Pa e anche i panorami sono disponibili tramite Photosphere.

## Europa
- Bielorussia: la compagnia russa Yandex offre panorami stradali per Minsk, Brest, Gomel, Grodno, Mogilev e Vitebsk.
- Belgio: CycloMedia offre un servizio a pagamento che fornisce viste stradali delle Fiandre a livello di pixel con una precisione di 10 cm.
- Bosnia ed Erzegovina: Rutmap offre una vista stradale per il centro della capitale della Bosnia ed Erzegovina, Sarajevo.
- Repubblica Ceca: Panorama è disponibile su mapy.cz
- Danimarca: CycloMedia offre un servizio a pagamento che fornisce viste stradali di Odense, Aarhus e Copenaghen a livello di pixel con una precisione di 10 cm. Lo strumento cartografico danese Krak offre la propria versione di street view nelle più grandi città danesi, tra cui Copenhagen, Odense e Aarhus[15]. Nokia Maps o HERE offre viste stradali di Copenhagen.
- Francia: Mappy offre viste stradali delle principali città francesi. I centri e le strade principali dei sobborghi sono coperti. Microsoft Bing Maps Streetside offre anche viste stradali di diverse città.
- Germania: CycloMedia offre un servizio a pagamento che fornisce viste stradali di oltre 50 città in Germania a livello di pixel con una precisione di 10 cm. Fino al 23 maggio 2012, le mappe di Bing offrivano viste stradali per Berlino, Francoforte, Monaco, Augusta, Ingolstadt, Norimberga, Fürth, Erlangen, Stoccarda, Pforzheim, Karlsruhe, Wiesbaden, Mainz, Düsseldorf, Essen e altre località[16].
- Ungheria: la compagnia rumena NORC ha fornito il servizio di visualizzazione stradale per Budapest, Debrecen, Győr, Miskolc, Seghedino, Hajdúszoboszló, Siófok e il resto delle rive del Lago Balaton. I siti sembrano essere in calo dall'inizio di novembre 2013[17].
- Islanda: il motore di ricerca islandese ja.is offre la vista sulla strada.
- Italia: la società Italiaonline gestisce un servizio di mappe online di Tuttocittà che fornisce viste stradali di località in tutta Italia.
- Kosovo: GjirafaPikBiz offre una vista stradale per tutte le principali località del Kosovo. Lokacion.com offre street view per Pristina[18].
- Paesi Bassi: CycloMedia offre un servizio a pagamento che fornisce viste stradali reali e storiche dei Paesi Bassi a livello di pixel con una precisione di 10 cm.
- Norvegia: CycloMedia offre un servizio a pagamento che fornisce viste stradali su Oslo, Bergen e Trondheim a livello di pixel con una precisione di 10 cm. La pagina web norvegese Finn.no ha lanciato il proprio servizio Street View. Ci sono 12 città e città disponibili finora. La qualità delle immagini sembra migliore del servizio offerto da Google, e le immagini sono state scattate più di recente. Nokia Maps o HERE offre viste stradali di Oslo.
- Polonia: CycloMedia offre un servizio a pagamento che fornisce viste stradali su Varsavia a livello di pixel con una precisione di 10 cm. Il sito web polacco Zumi.pl offre una vista stradale per diverse città del paese[19].
- Romania: NORC (ora non più attivo).
- Russia: il più grande motore di ricerca della Russia Yandex ha lanciato panorami stradali il 9 settembre 2009.[20] I panorami di strada a Yandex lavorano per Mosca e oltre 150 altre città in Russia. Yandex ha anche la vista sulla strada dell'intera autostrada Mosca-San Pietroburgo. Anche Yandex offre una veduta a palloncino per San Pietroburgo[21]. I portali regionali per ru09.ru hanno viste stradali per Tomsk,[22] Novosibirsk[23] e Sochi.[24]
- Spagna: HERE / Yahoo! Maps offre viste stradali su Madrid e Barcellona. Bing Maps offre viste stradali per alcune città.
- Svezia: EGmedia.se e CycloMedia Technology BV offrono viste stradali reali delle più grandi città della Svezia, ad esempio Göteborg, Stoccolma, Gävle e Malmö a livello di pixel con una precisione di 10 cm.
- Svizzera: GlobalVision ha lanciato la piattaforma web VideoStreetView nel dicembre 2009. Il progetto copre vaste aree del paese e visualizza immagini immersive a 360° in movimento a video completo accanto a mappe dinamiche.[25]
- Turchia: la compagnia russa Yandex offre panorami stradali per Ankara, Istanbul, Bursa, İzmit, Kuşadası, Didim e Izmir. Nel 2014 sono stati aggiunti Antalya, Alanya, Manavgat, Fethiye, Marmaris, Afyonkarahisar e altri luoghi.[26] Anche un servizio locale Dunya 360 offre la vista della strada per Göynük e alcuni altri luoghi[27]. La città metropolitana di Istanbul offre una vista stradale per Istanbul.
- Ucraina: la compagnia russa Yandex offre panorami di strada per Kiev, Odessa, Dnipro, Kharkiv, Donetsk, Pripyat (nota città abbandonata nei pressi della centrale nucleare di Chernobyl) e altre località.
- Regno Unito: Nokia Maps offre viste stradali di Londra. Bing Maps offre street view per Londra, Liverpool e Manchester. HERE / Yahoo! Maps offre una vista stradale di diverse città del Regno Unito. Eye2eye Software ha sistematicamente fotografato la Gran Bretagna in panoramiche a 360 gradi e immagini fisse, pubblicando la raccolta come risorsa scolastica e casa di riferimento Eye2eye Britain.

## Nord America
- Canada: Microsoft Bing Maps ha introdotto Streetside nel dicembre 2009. Presenta aree selezionate a Vancouver e Whistler, British Columbia associate ai Giochi olimpici invernali del 2010.
- Stati Uniti: Bing Maps Streetside è il principale servizio concorrente di Microsoft per Google Street View negli Stati Uniti. CycloMedia ha catturato immagini a livello stradale di molte grandi aree metropolitane negli Stati Uniti a partire dal 2013; è concesso in licenza a organizzazioni aziendali e governative e non è disponibile al pubblico in generale.[28] Streetside, EveryScape e MapJack forniscono viste stradali di alcune città.[13] Mapquest aveva un servizio di visualizzazione stradale denominato 360 View,[29] che è stato interrotto nell'agosto del 2011.[senza fonte] HERE / Yahoo! Maps e Bing Maps forniscono viste stradali di molte città degli Stati Uniti. Earthmine terrestre utilizza impianti di ripresa montati su veicoli per acquisire immagini e dati tridimensionali dell'ambiente urbano. Apple  Look Around è una tecnologia presente in Apple Maps.[30]

## Sud America
- Argentina: esistono anche due analoghi argentini, uno si chiama Mapplo, che è considerato il primo street view in America Latina.[31] Fotocalle, un altro progetto argentino, è considerato il primo servizio di Street View al mondo a fornire immagini HD.[31]
- Cile: la società cilena Publiguías ha pubblicato un servizio simile a Street View di Google nel dicembre 2010 chiamato "Street Diving". Attualmente[quando?] offre una vista dei comuni di Providencia e Santiago, con l'intenzione di estenderlo ad altri comuni in futuro.[32] XYGO ha lanciato una strada visualizzare il servizio nell'aprile 2011 copre marginalmente sette città.[33] Ora copre oltre 50 città e dichiara di avere una copertura per 240 comuni del Cile, che rilasceranno periodicamente.[34]